# Brighten the Corners: Nicene Creedence Edition
Brighten the Corners: Nicene Creedence Edition é um álbum duplo remasterizado da banda Pavement, lançado a 9 de Dezembro de 2008.
Este disco é uma reedição do quarto álbum de estúdio, Brighten the Corners.
| Críticas profissionais                                                      | Críticas profissionais |
| Avaliações da crítica                                                       | Avaliações da crítica  |
| Fonte                                                                       | Avaliação              |
| --------------------------------------------------------------------------- | ---------------------- |
| allmusic                                                                    | [ 1 ]                  |
| Entertainment Weekly                                                        | (A)                    |
| Rolling Stone                                                               | [ 3 ]                  |
| Pitchfork                                                                   | (8.7/10)               |
| The Phoenix                                                                 | [ 5 ]                  |
| PopMatters                                                                  | [ 6 ]                  |
| Esta tabela precisa de ser acompanhada por texto em prosa. Consulte o guia. |                        |

## Faixas

### Disco 1
Brighten the Corners
1. "Stereo"
2. "Shady Lane / J Vs. S"
3. "Transport Is Arranged"
4. "Date w/ IKEA"
5. "Old to Begin"
6. "Type Slowly"
7. "Embassy Row"
8. "Blue Hawaiian"
9. "We Are Underused"
10. "Passat Dream"
11. "Starlings of the Slipstream"
12. "Fin"
Outtakes Brighten The Corners
13. "And Then.... (The Hexx)"
14. "Beautiful as a Butterfly"
15. "Cataracts"
Single Stereo
16. "Westie Can Drum"
17. "Winner of the"
18. "Birds in the Majic Industry"
Single Spit On A Stranger
19. "Harness Your Hopes"
20. "Roll with the Wind"

### Disco 2
Single Shady Lane
1. "Slowly Typed"
2. "Cherry Area"
3. "Wanna Mess You Around"
4. "No Tan Lines"
Sessão BBC Radio One Evening, 15 de Janeiro de 1997
5. "Then (The Hexx)" (Nunca editado)
6. "Harness Your Hopes" (Nunca editado)
7. "The Killing Moon" (Editado no EP Major Leagues)
8. "Winner of the" (Nunca editado)
Outtakes Brighten The Corners
9. "Embassy Row Psych Intro" (Nunca editado)
10. "Nigel" (Nunca editado)
11. "Chevy (Old to Begin)" (Nunca editado)
12. "Roll with the Wind (Roxy)" (Nunca editado)
Compilação God Save The Clean: A Tribute to the Clean
13. "Oddity"
Compilação Tibetan Freedom Concert
14. "Type Slowly" (Ao vivo)
KCRW Morning Becomes Eclectic, 25 de Fevereiro de 1997
15. "Neil Hagerty Meets Jon Spencer in a Non-Alcoholic Bar" (Nunca editado)
16. "Destroy Mater Dei" (Nunca editado)
17. "It’s A Rainy Day, Sunshine Girl"
18. "Maybe Maybe"
Sessão ao vivo de John Peel no BBC Radio One, 21 de Agosto de 1997
19. "Date w/ IKEA" (Nunca editado)
20. "Fin" (Nunca editado)
21. "Grave Architecture" (Nunca editado)
22. "The Classical" (Lançado n EP Major Leagues)
WFNX Studios, 12 de Fevereiro de 1997
23. "Space Ghost Theme I" (Nunca editado)
24. "Space Ghost Theme II" (Nunca editado)